# Sam'di soir
Singles de Johnny Hallyday
Wap-dou-wap
(1961) I Got a Woman
(1962)
Clip vidéo
[vidéo] « Sam'di soir (audio) », sur YouTube
Sam'di soir est une chanson écrite par Charles Aznavour (paroles) et Georges Garvarentz (musique) pour Johnny Hallyday, qui l'a créée dans le film Les Parisiennes sorti en janvier 1962,,,,,.

## Discographie
16 décembre 1961 :
45 tours promotionnel Philips 372 946 F : Retiens la nuit, Sam'di soir
33 tours 30cm Philips B. 773374L,
2 février 1962 :
super 45 tours Philips 432 739 BE : Retiens la nuit, Sam'di soir - Ya ya twist, La Faute au twist
9 février 1962 :
33 tours 25cm Retiens la nuit Philips édition mono 76547, édition stéréo 840929 BZ,

## Classements
| Classement (1962)                       | Meilleure position |
| --------------------------------------- | ------------------ |
| Belgique (Wallonie Ultratop 50 Singles) | Tip                |